# Quod erat demonstrandum
Quod erat demonstrandum (Q.E.D.) är en latinsk fras som ungefär kan översättas till svenska som "det som var menat att bli demonstrerat" eller "vilket skulle bevisas". Förkortningen används inom matematiken för att visa att ett bevis med önskat resultat är slutfört.
Skrivsättet är en gammal tradition. Redan de gamla grekerna, inklusive Euklides och Arkimedes, klargjorde på detta sätt, fast på grekiska, ὅπερ ἔδει δεῖξαι (hoper edei deixai; förkortat som ΟΕΔ), att ett bevis var slutfört. 
Motsvarande svenska fraser är "vilket skulle bevisas", V.S.B., alternativt "vilket skulle visas", V.S.V.. Före stavningsreformen 1906 skrevs frasen "Hvilket skulle bevisas", förkortat H.S.B.
Idag används även symbolen ■ (ifylld kvadrat) för att markera att ett bevis är avslutat, en notation som infördes av Paul Halmos.
Praktiskt skrivs förkortningen "Q.E.D." eller den svenska motsvarigheten "V.S.B." i slutet av bevis, efter svaret.

## Exempel
Bevisa att:
{\displaystyle x+2=5} medför {\displaystyle x=3}
Bevis:
{\displaystyle x+2-2=5-2}
{\displaystyle x=3}
{\displaystyle \scriptstyle {Q.E.D.}}
Frasen följs ibland av Q.E.F.: "vilket skulle utföras".